# Canon de marine de 6 pouces BL Mk XII
Pour les articles homonymes, voir Canon de 6 pouces.
Le canon de marine de 6 pouces BL Mk XII (en anglais BL 6 inch Mk XII naval gun) est un canon naval britannique conçu au début du XXe siècle. Successeur du Mark XI, il est monté sur de nombreux cuirassés de la Royal Navy à partir de 1914, ainsi que sur la plupart des croiseurs construits durant la Première Guerre mondiale.

## Conception
Le 28 avril 1911, l'Amirauté britannique demande que soit conçu un nouveau canon de 6 pouces (152 mm) et de 45 calibres ; aussi léger que possible, il doit néanmoins rester solide et précis : en effet, la version précédente, la Mark XI est trop lourde à manipuler. La Royal Gun Factory soumet son concept en juin, plus léger que la Mark XI d'environ 100 kilos. Elswick Ordnance Company et Vickers proposent ensuite leurs modèles, mais l'Amirauté considère qu'ils possèdent une chambre trop petite ; la proposition de la Royal Gun Factory est alors acceptée, et approuvée par le First Lord en octobre.
Le canon de marine du 6 pouces BL Mark XII est constitué de deux tubes et est entièrement chemisé. Le rechargement par la culasse est manuel de type Welin. Une version Mark XIIA est produite avec une chambre légèrement différente, ainsi qu'une version Mark XIIB d'un calibre légèrement inférieur afin d'améliorer la précision. En octobre 1917, une version Mark XX est expérimentée avec une plus petite chambre, dans l'espoir de réduire l'usure des Mark XII. Une trop grande baisse de la précision entraîne l'abandon du projet, et l'unique exemplaire construit est reconverti en Mark XII. En tout, ce sont 463 exemplaires qui sont produits, dont 431 sont toujours en service en 1939.
Les tourelles sur lesquelles sont montés ces canons sont quant à elles de types très différents. Ainsi en 1918, grâce à l'expérience acquise durant la Première Guerre mondiale, l'Amirauté demande à tester des tourelles fermées, qui permettraient aux servants d'opérer par tout temps et d'augmenter la précision. Cette tourelle n'est finalement testée que sur le HMS Diomede ; en effet celle-ci, trop différente de celle initialement prévue, entraîne des modifications trop coûteuses au niveau du pont et du système de conduite de tir.

## Caractéristiques
Le canon de marine de 6 pouces BL Mk XII dispose d'une vitesse à la bouche de 2 825 pieds par seconde (861 m/s). Il a une portée maximale de 20 620 yards (18 850 m) à une élévation de 40° et une portée utile de 18 750 yards (17 150 m) à une élévation de 30°. Pouvant tirer de cinq à sept coups par minute, le canon a une durée de vie moyenne de 670 coups et peut tirer des munitions CPC et HE. D'un poids de sept tonnes, il est monté en tourelles simples. Un montage en tourelle double est expérimenté sur le croiseur léger HMS Enterprise ; il est validé et repris avec le Mark XXIII sur les navires des classes Leander et Arethusa.

## Utilisation
Le canon de marine de 6 pouces BL Mk XII est monté en tant qu'armement secondaire sur les cuirassés des classes Queen Elizabeth et Revenge, ainsi que sur les monitors HMS Abercrombie, Raglan, Sir Thomas Picton et M29 à M33 (en). Il est monté en tant qu'armement principal sur les croiseurs légers de la classe Birmingham à la classe Emerald. Il est aussi installé sur plusieurs croiseurs auxiliaires qui servent durant la Seconde Guerre mondiale, tel l'Alcantara. Durant le conflit, certains canons sont démontés dans l'urgence afin de servir de batteries côtières.
| Désignation | Poids         | Élévation     | Utilisation | Remarques                             |
| ----------- | ------------- | ------------- | --- | ------------------------------------- |
| PVII        | 14,352 tonnes | De +20° à -7° | Classe Birmingham, plusieurs croiseurs auxiliaires                                                                      | Utilisé en batteries côtières fixes   |
| PVII*       | 14,123 tonnes | De +20° à -7° | Classes Arethusa, Caroline, Calliope, Cambrian, Centaur, canonnière Aphis (en), plusieurs croiseurs auxiliaires         | Utilisé en batteries côtières fixes   |
| PIX         | 13,590 tonnes | De +14° à -7° | Cuirassés des classes Queen Elizabeth et Revenge. Monitors Abercrombie, Raglan, Sir Thomas Picton et de classe M29 (en) | Utilisé en batteries côtières fixes   |
| PXIII       | 14,758 tonnes | De +30° à -7° | Croiseur léger Adelaide                                                                                                 | PVII avec un blindage plus épais      |
| PXIII*      | 15,050 tonnes | De +30° à -7° | Classes Caledon et Cardiff, croiseur lourd Effingham après refonte                                                      | Utilisé en batteries côtières mobiles |
| PXIII**     | 14,910 tonnes | De +30° à -7° | Classe Carlisle, plusieurs croiseurs auxiliaires                                                                        | Utilisé en batteries côtières mobiles |
| CPXIV       | 15,058 tonnes | De +30° à -5° | Classes Danae et Emerald, plusieurs croiseurs auxiliaires                                                               |                                       |
| Mark XVI    | N/A           | De +40° à -5° | HMS Diomede | Tourelle simple étanche fermée        |
| Mark XVII   | N/A           | De +40° à -5° | HMS Enterprise | Tourelle double fermée                |